# System ligowy piłki nożnej w Macedonii Północnej
Tabela przedstawia system ligowy piłki nożnej w Macedonii Północnej. Kluby, które zajmą pierwsze pozycje w swojej lidze awansują wyżej, zaś te kończące dany sezon na ostatnich pozycjach spadają do niższych klas ligowych. Teoretycznie jest możliwe, aby klub z najniższej ligi, awansując rok po roku znalazł się w Prwej lidze, czyli na najwyższym poziomie ligowym.
| 1 | Prwa makedonska fudbałska liga (Прва македонска фудбалска лига) 10 drużyn | Prwa makedonska fudbałska liga (Прва македонска фудбалска лига) 10 drużyn | Prwa makedonska fudbałska liga (Прва македонска фудбалска лига) 10 drużyn | Prwa makedonska fudbałska liga (Прва македонска фудбалска лига) 10 drużyn | Prwa makedonska fudbałska liga (Прва македонска фудбалска лига) 10 drużyn | Prwa makedonska fudbałska liga (Прва македонска фудбалска лига) 10 drużyn |                   |                   |                   |                   |
| 2 | Wtora makedonska fudbałska liga (Втора македонска фудбалска лига)         | Wtora makedonska fudbałska liga (Втора македонска фудбалска лига)         | Wtora makedonska fudbałska liga (Втора македонска фудбалска лига)         | Wtora makedonska fudbałska liga (Втора македонска фудбалска лига)         | Wtora makedonska fudbałska liga (Втора македонска фудбалска лига)         | Wtora makedonska fudbałska liga (Втора македонска фудбалска лига)         |                   |                   |                   |                   |
| 2 | Zachód 10 drużyn                                                          | Zachód 10 drużyn                                                          | Zachód 10 drużyn                                                          | Wschód 10 drużyn                                                          | Wschód 10 drużyn                                                          | Wschód 10 drużyn                                                          |                   |                   |                   |                   |
| 3 | Treta makedonska fudbałska liga (Трета македонска фудбалска лига)         | Treta makedonska fudbałska liga (Трета македонска фудбалска лига)         | Treta makedonska fudbałska liga (Трета македонска фудбалска лига)         | Treta makedonska fudbałska liga (Трета македонска фудбалска лига)         | Treta makedonska fudbałska liga (Трета македонска фудбалска лига)         | Treta makedonska fudbałska liga (Трета македонска фудбалска лига)         |                   |                   |                   |                   |
| 3 | Zachód                                                                    | Południowy zachód                                                         | Północ                                                                    | Centrum                                                                   | Wschód                                                                    | Południowy wschód                                                         |                   |                   |                   |                   |
| 4 | rozgrywki lokalne                                                         | rozgrywki lokalne                                                         | rozgrywki lokalne                                                         | rozgrywki lokalne                                                         | rozgrywki lokalne                                                         | rozgrywki lokalne                                                         | rozgrywki lokalne | rozgrywki lokalne | rozgrywki lokalne | rozgrywki lokalne |